# 357

357(삼백오십칠)은 356보다 크고 358보다 작은 자연수다.

## 수학
- 합성수로, 그 약수는 1, 3, 7, 17, 21, 51, 119, 357이다. 진약수의 합은 219이므로, 357은 부족수다.
- 38번째 쐐기수다. 앞의 쐐기수는 354, 다음 쐐기수는 366이다.
  - 9번째 홀수 쐐기수다. 앞의 홀수 쐐기수는 345, 다음은 385다.
- {\displaystyle 357=2^{7}\times 3-3^{3}}
- {\displaystyle 50^{2}-1}은 357로 나누어떨어진다.

## 과학
- NGC 357(영어판): 고래자리 방향에 있는 은하.

## 교통
- 국도 제357호선
  - 일본 357번 국도: 지바현 지바시 주오구에서 가나가와현 요코스카시까지 이어지는 일본의 국도.
- 기타 도로
  - 357번 지방도 (제2자유로): 경기도 고양시 덕양구 덕은동에서 파주시 탄현면 갈현리까지 이어지는 대한민국의 지방도.
  - 현도 제357호선

## 군사
- U-357(영어판): 제2차 세계 대전에 사용된 나치 독일의 군용 잠수함.
- .357 매그넘

## 문화유산
- 대한민국의 보물 제357호: 칠곡 정도사지 오층석탑
- 대한민국의 사적 제357호: 광명(光明) 영회원

## 기타
- 연도: 357년, 기원전 357년